# Epitonium jomardi
Epitonium jomardi is een slakkensoort uit de familie van de Epitoniidae. De wetenschappelijke naam van de soort is, als Scalaria jomardi, voor het eerst geldig gepubliceerd in 1827 door Audouin.